# Токарєв Вячеслав Васильович
В'ячеслав Васильович Токарєв (26 липня 1917  Богородицьк, Тульська область, Росія — 22 квітня 2001  Одеса, Україна), — український радянський живописець, графік, педагог, Народний художник УРСР, Заслужений діяч мистецтв УРСР, Член Спілки художників СРСР, член НСХУ.

## Життєпис
В'ячеслав Васильович Токарєв народився 26 липня 1917 року в місті Богородицьку Тульської губернії Російської імперії. З 1934 по 1938 рр. навчався в Рязанському художньому училищі у Я. Я. Калиниченко. У 1939 році вступив до Ленінградського інституту живопису, скульптури та архітектури Всеросійської академії мистецтв на факультет живопису. Великий вплив справив на формування художника професор Осмьоркін, Олександр Олександрович, в майстерні якого він навчався. Заняття Токарєва перервала Німецько-радянська війна. У 1941 став стрільцем 576 стрілецької дивізії Ленінградського фронту. У 1943 році в зв'язку з пораненням був демобілізований і повернувся до навчання в інституті, який закінчив у 1948 по майстерні професора Авілова з присвоєнням кваліфікації художника живопису. Дипломна робота — картина «Ковпак». В цьому ж році був прийнятий в члени ЛОСХ. У 1949 році переїхав з Ленінграда в Рязань, потім до Одеси, де вступає на посаду викладача живопису в Одеському художньому училищі. У цьому ж році відбулася в Одесі його перша персональна виставка. У 1952 році був прийнятий в члени СХ СРСР.

## Творчість
Перші великі, створені після інституту полотна, відносяться до кінця 1950-х — початку 1960-х років. Це — «На відкритті колгоспної ГЕС» (1957), «Доярки» (1960), «Нова школа» (1963—1965).
Популярність принесли художнику станкові картини на теми Жовтневої революції та Громадянської війни — «Комісар» (1965—1967), «Тачанка» (1969—1970), «Жовтень на робочій околиці» (1970—1971). Йому, народженому в 1917 році, судилося пройти через всі головні випробування століття. Він сприймав історію як приватне, глибоко пережите. У 1967 В'ячеславу Токарєву було присвоєно звання Заслуженого діяча мистецтв УРСР. Він був обраний членом республіканського правління СХ УРСР. У 1975—1977 пройшли персональні виставки в Москві, Одесі, Києві, Ленінграді та Варшаві. У 1977 р. присвоєно звання Народного художника Української РСР.
У 1989—1991 р з'являється триптих «Слово і діло» («Слово», «Жовтень» і «Дело»). Художній пошук способу епохи у творчості Токарєва знаходить відображення і в жанрі портрета. Він пише портрети народного художника СРСР М.Божія, молодого режисера В. Двірцевій, скульптора Джеферова, художника Е.Ареф'єва тощо. В.Токарєв — майстер тонкої градації кольору, несподіваних кольорових поєднань і зіставлень, проявив себе також в жанрі пейзажу і натюрморту.
Діапазон творчості художника досить широкий: графіка (книжкові ілюстрації), монументальний і станковий живопис у всіх його жанрах — пейзаж, портрет, натюрморт, тематична картина. У своїх полотнах художник втілює героїчне минуле нашого народу та його сьогодення, як у жанровому, лірико-поетичному, так і в монументальному плані. Основою його творчості є монументально-героїчна лінія, що помітно проходить крізь розмаїтість тем, жанрів, мотивів. Манери та засобі реалістичного зображення дійсності досить різноманітні, як і саме життя. Вячеслав Токарєв був більш схильним до узагальнено-синтетичних рішень, до монументально-героїчного трактування явищ. Образи його творів виходять за рамки зображуваної конкретної ситуації, її локального значення і набувають синтетичного узагальненого символу.
Токарєв — художник вдумливий, неспокійний, вимогливий. Вирішивши одне завдання, він обирає інше. Його почали цікавити проблеми вдосконалення, посилення засобів виразності, й особливо живописної проблеми — знаходження такого кольорового еквівалента, в якому б виразився не тільки предмет, а й своєрідність живописного бачення автора, проблема єдності кольорової гами, єдності трактування площини тощо.
Картини В'ячеслава Токарєва знаходяться в Національному художньому музеї України в Києві, Музеї сучасного мистецтва України в Києві, Одеському художньому музеї, Львівській картинній галереї, Сумському художньому музеї, Запорізької картинної галереї, Севастопольському художньому музеї імені М. П. Крошицького, Тернопільському краєзнавчому музеї, Воронцовському палаці в Алупці, Одеському літературному музеї, Очаківському музеї ім. Р. Судковського, а також в музеях в Росії та Молдові.